# Patricia Balmes
Patricia Balmes (Madrid, 4 de agosto de 1979) es una cantante y compositora española. También realiza labores de producción y arreglos musicales.

## Biografía
Balmes tenía 5 años la primera vez que pidió un piano (1984) influenciada por los discos de sus padres. Creció escuchando álbumes de The Beatles, Simon and Garfunkel, Abba, Tina Turner, Queen y Janis Joplin.
A los 13 años, jugando en los trasteros de su casa con su hermano, encontraron una guitarra española que, irremediablemente, cambiaría para siempre su futuro.
Un año más tarde, había dado los primeros pasos autodidactas en el aprendizaje de aquel instrumento cuando apareció la primera guitarra eléctrica en su casa, luego un bajo, luego una batería, una acústica, un teclado y ella, iba adquiriendo nociones de todos ellos con el interés de escribir sus propias canciones. Poco a poco, dio comienzo la carrera artística de Patricia Balmes como cantante y compositora.
Su primer grupo se llamó Annubis (1996). Juntos se iniciaron en los escenarios de las salas de conciertos de Madrid. Dos años más tarde, y con el pequeño bagaje que le había proporcionado aquella primera experiencia, surgió la firme intención de iniciar un proyecto musical profesional. Con esta finalidad se formó A•Bând•On (1998), con grandes músicos de diversas formaciones de jazz, rock, blues y pop. Muchos fueron los escenarios a nivel nacional que pisaron juntos, los premios recibidos y los concursos ganados. Salas de renombre donde tuvieron la oportunidad de tocar y colaboraciones publicitarias para importantes marcas. Pero, sobre todo, se llevaron consigo casi diez años de vivencias y experiencias inolvidables y un público que les fue fiel hasta el final de su formación (2008).
Patricia Balmes se alejó del mundo de la música durante dos años, tiempo que le sirvió para reflexionar sobre su trayectoria y tomar la decisión de lanzarse en solitario. Puso en marcha su propio estudio de grabación a la vez que iba componiendo nuevas canciones hasta que comenzó a grabar las primeras maquetas en 2011, siendo ella misma la responsable de la composición, arreglos, interpretación y producción de cada instrumento, de cada letra y de cada canción.
En septiembre de 2012, se publicaron 6 maquetas de las canciones que conformarían el disco a través de la web oficial de la artista y en tan solo dos meses consiguieron más de 3000 escuchas en línea, más de 1800 visionados los vídeos y sus seguidores en las redes crecían cada día. El proyecto tomó forma por sí solo.
Como ella misma afirma: “Este disco ha sido un trabajo complejo, desde la composición hasta la grabación. Para mí ha supuesto un intenso proceso de maduración personal y musical, pero por primera vez puedo decir que me veo reflejada en esta música. Suena a mí. Soy yo”.
Su disco homónimo ve la luz el 17 de octubre de 2013 conteniendo 11 cortes y se publicará a través de las principales plataformas digitales a nivel internacional.
Además Patricia Balmes es la autora de la canción oficial de Cruz Roja para la temporada 2013-2014 llamada "Lluvia". Patricia dona los beneficios de la venta de este single a los proyectos que tiene vigentes Cruz Roja con familias españolas en graves situaciones económicas. La canción se venderá a través de todas las plataformas digitales."

## Discografía

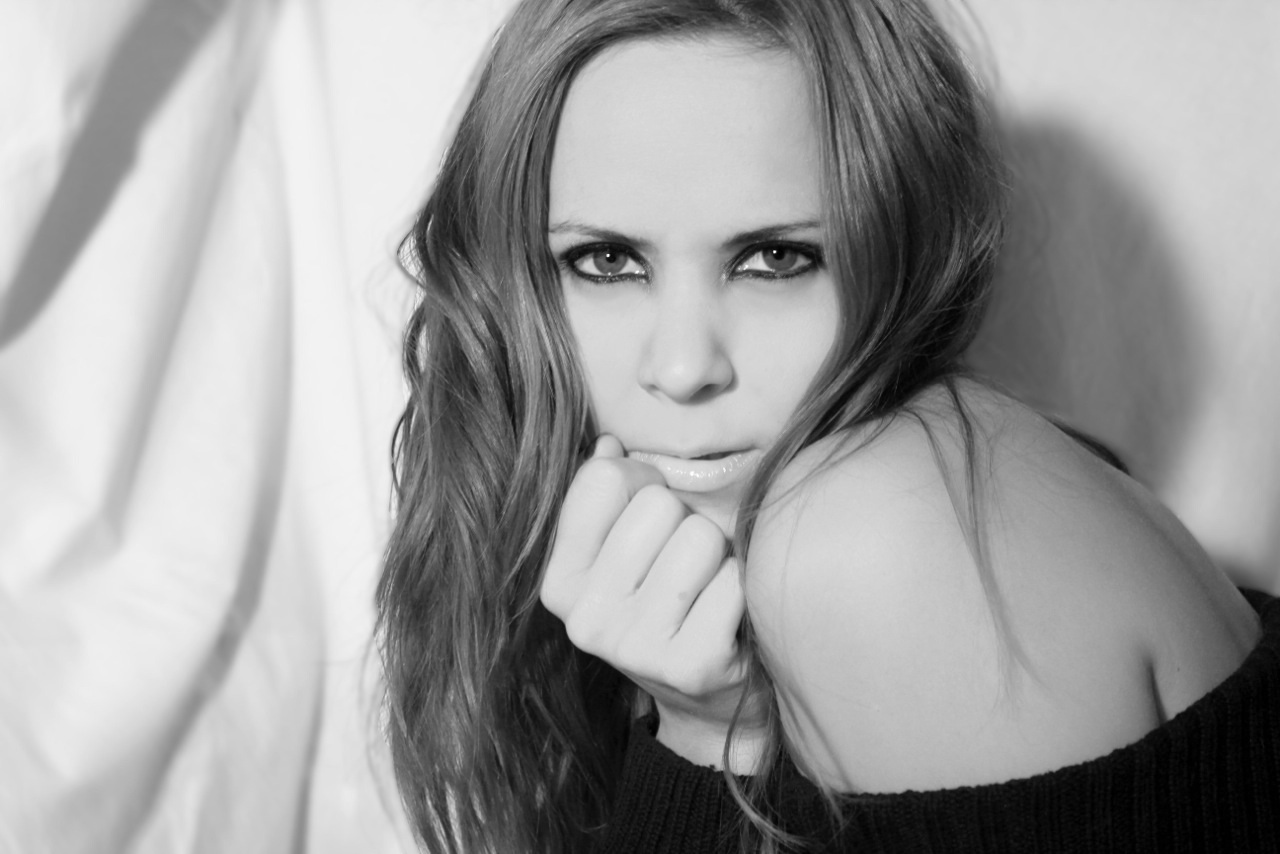
Patricia Balmes.

- 1998: Closed doors (con A•Bând•On).
- 2005: Infinito (con A•Bând•On).
- 2013: Patricia Balmes (octubre de 2013).

## Premios y galardones
2008: Mejor Intérprete y Solista, concedido por la Asociación de Intérpretes y Ejecutantes Españoles (AIE) y SGAE en Concurso Villa Rock.
- 2006: Mejor Grupo de Rock, concedido por SGAE y Ayuntamiento de Madrid en Concurso Villa Rock.
- 2007: Mejor Grupo de Pop, certamen Iguali@2007.

## Web y perfiles sociales
- Sitio web oficial de Patricia Balmes
- Facebook de Patricia Balmes
- Twitter de Patricia Balmes
- Canal de Patricia Balmes en YouTube.
- Patricia Balmes en el sitio web SoundCloud.
- Patricia Balmes en el sitio web Reverb Nation.

## Enlaces externos

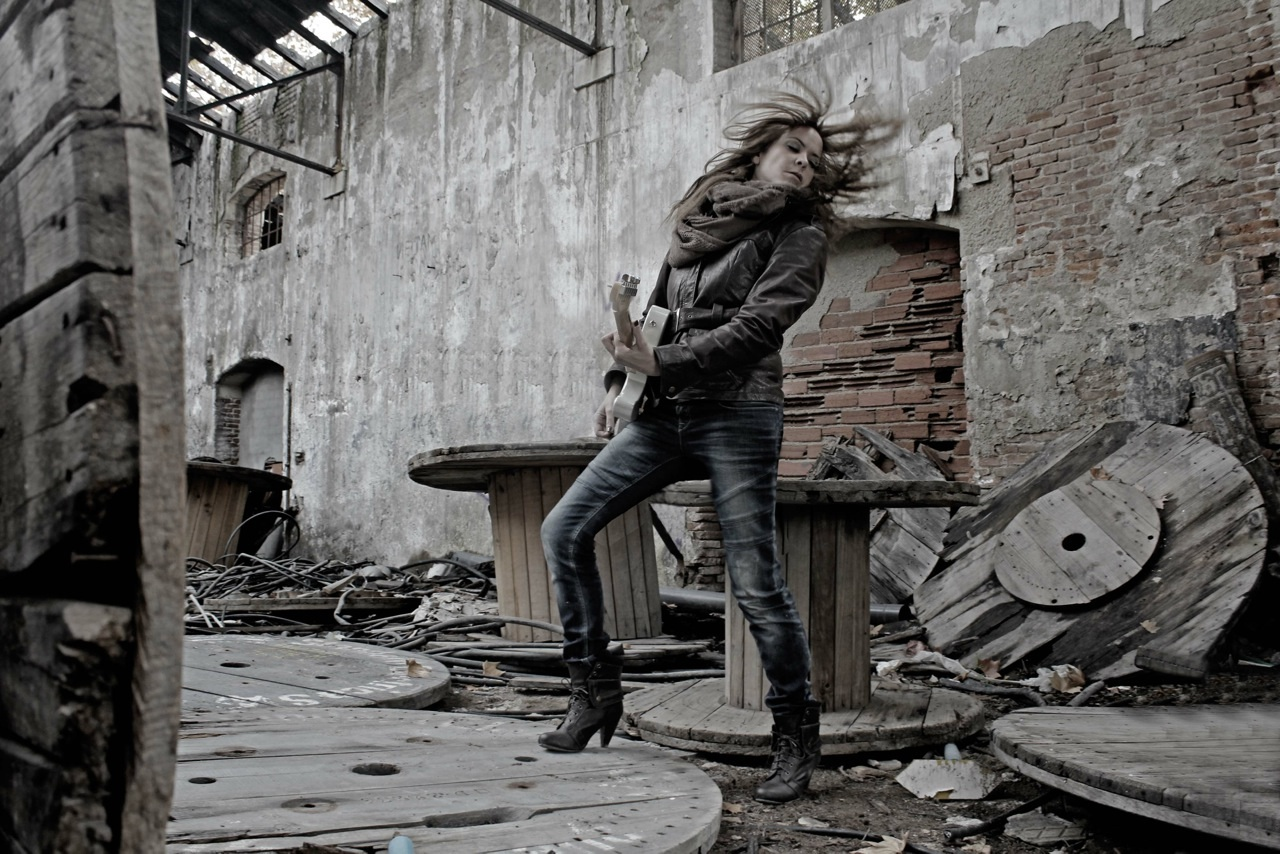
Patricia Balmes.